# Frumencjusz
Frumencjusz – imię męskie pochodzenia łacińskiego. Zostało utworzone od rzeczownika frumentum (zboże, żyto, pszenica). Imię Frumencjusz oznacza zatem „hodowca zboża” lub „dostawca zboża”. 
Imię to nosił Frumencjusz z Aksum, święty chrześcijański, apostoł Etiopii.
Frumencjusz imieniny obchodzi 27 października.